# 辽宁山楂
辽宁山楂（学名：Crataegus sanguinea）是蔷薇科山楂属的植物。分布于蒙古、俄罗斯以及中国大陆的黑龙江、辽宁、新疆、吉林、河北、内蒙古等地，生长于海拔900米至2,100米的地区，常生长在生山坡和河边沟旁朵木林中，目前尚未由人工引种栽培。